# Ferran Gorgs i Rabat
Ferran Gorgs i Rabat (?-?) fou un organista del Segle XX. Fou nomenat organista de la Basílica de Santa Maria de Mataró l’any 1934.